# András Haán
András Haán (Budapest, 19 giugno 1946 – Solymár, 5 gennaio 2021) è stato un cestista e velista ungherese.

## Carriera
Nell'ottobre 1964 partecipò ai XVIII Giochi Olimpici, svoltisi a Tokyo. Fece parte della squadra ungherese di basket che nel torneo olimpico si piazzò al 13º posto su 16 squadre partecipanti.
Nel luglio 1972 partecipò ai XXI Giochi Olimpici, di scena a Montréal. Fece parte della squadra ungherese di vela, nella specialità di Regata in classe singola dei Finn piazzandosi al 17º posto su 28 imbarcazioni.